# Höksjön (Tjärstads socken, Östergötland)
Höksjön är en sjö i Kinda kommun i Östergötland och ingår i Motala ströms huvudavrinningsområde.